# Președintele Eritreei
Președintele Eritreei este șeful de stat al Eritreei.
Funcția a fost înființată în 1993 și de atunci este deținută de Isaias Afwerki. Președintele este șeful de stat, șeful guvernului din Eritreea, precum și comandantul Forțelor Armate ale Eritreei.
Isaias Afwerki a deținut și funcția de Secretar General al Guvernului Provizoriu care a acționat ca șef de stat al Eritreei între 1991 și 1993, înainte de proclamarea independenței.

## Lista președinților Eritreei
| Name                                            | Name                            | Portret | Naștere–Deces | Ales | Începutul mandatului | Sfârșitul mandatului | Partidul politic |
| ----------------------------------------------- | ------------------------------- | ------- | ------------- | ---- | -------------------- | -------------------- | ---------------- |
| • Guvernul Provizoriu al Eritreei (1991–1993) • |                                 |         |               |      |                      |                      |                  |
| 1                                               | Isaias Afwerki Secretar-General |         | 1946–         | —    | 27 aprilie 1991      | 24 mai 1993          | FEPE             |
| • Eritrea (1993–prezent) •                      |                                 |         |               |      |                      |                      |                  |
| 1                                               | Isaias Afwerki                  |         | 1946–         | —    | 24 mai 1993          | în funcție           | FPDJ             |